# Spilosoma paupera
Spilosoma paupera là một loài bướm đêm thuộc phân họ Arctiinae, họ Erebidae.